# Qui sine peccato est vestrum primus lapidem mittat
Qui sine peccato est vestrum, primus lapidem mittat è una locuzione latina, che tradotta letteralmente significa «chi tra voi è senza peccato scagli la pietra per primo». È tratta dal Vangelo secondo Giovanni: 8:7.
Queste parole sono attribuite a Gesù Cristo; egli le rivolse a coloro che gli avevano condotto un'adultera con la speranza che egli ordinasse di lapidarla. Alla risposta di Gesù, tutti si allontanarono, cominciando dai più anziani.
La locuzione ha diversi significati o interpretazioni: un invito a essere indulgenti con chi sbaglia, oppure, che prima di giudicare qualcuno sarebbe opportuno fare un esame di coscienza di sé stesso, perché nessuno è senza peccato.